# Litsea timonioides
Litsea timonioides är en lagerväxtart som beskrevs av André Joseph Guillaume Henri Kostermans. Litsea timonioides ingår i släktet Litsea och familjen lagerväxter. Inga underarter finns listade i Catalogue of Life.